# Геррі Голлі
Геррі Голлі (англ. Garry Galley, нар. 16 квітня 1963, Грінфілд Парк, Квебек) — колишній канадський хокеїст, що грав на позиції захисника. Грав за збірну команду Канади.
Провів понад тисячу матчів у Національній хокейній лізі. 

## Ігрова кар'єра
Хокейну кар'єру розпочав 1981 року.
1983 року був обраний на драфті НХЛ під 100-м загальним номером командою «Лос-Анджелес Кінгс». 
Протягом професійної клубної ігрової кар'єри, що тривала 18 років, захищав кольори команд «Лос-Анджелес Кінгс», «Вашингтон Кепіталс», «Бостон Брюїнс», «Філадельфія Флаєрс», «Баффало Сейбрс» та «Нью-Йорк Айлендерс».
Загалом провів 1238 матчів у НХЛ, включаючи 89 ігор плей-оф Кубка Стенлі.
Виступав за збірну Канади на чемпіонаті світу 1993.

## Нагороди та досягнення
- Учасник матчу усіх зірок НХЛ — 1991, 1994.

## Робота в ЗМІ
З середини 2000-х працює на радіо аналітиком хокейних матчів. З сезону 2009/10 працює на CBC коментує хокейні матчі, зокрема Хокейна ніч у Канаді.

## Статистика
| Сезон        | Клуб                            | Ліга         | Регулярний сезон | Регулярний сезон | Регулярний сезон | Регулярний сезон | Регулярний сезон | Плей-оф | Плей-оф | Плей-оф | Плей-оф | Плей-оф |
| Сезон        | Клуб                            | Ліга         | І                | Г                | П                | О                | ШХ               | І       | Г       | П       | О       | ШХ      |
| ------------ | ------------------------------- | ------------ | ---------------- | ---------------- | ---------------- | ---------------- | ---------------- | ------- | ------- | ------- | ------- | ------- |
| 1981–82      | «Боулінг Грін Стейт Юнівьосіті» | НКАА         | 42               | 3                | 36               | 39               | 48               | —       | —       | —       | —       | —       |
| 1982–83      | «Боулінг Грін Стейт Юнівьосіті» | НКАА         | 40               | 17               | 29               | 46               | 40               | —       | —       | —       | —       | —       |
| 1983–84      | «Боулінг Грін Стейт Юнівьосіті» | НКАА         | 44               | 15               | 52               | 67               | 61               | —       | —       | —       | —       | —       |
| 1984–85      | «Лос-Анджелес Кінгс»            | НХЛ          | 78               | 8                | 30               | 38               | 82               | 3       | 1       | 0       | 1       | 2       |
| 1985–86      | «Нью-Гейвен Найтгокс»           | АХЛ          | 4                | 2                | 6                | 8                | 6                | —       | —       | —       | —       | —       |
| 1985–86      | «Лос-Анджелес Кінгс»            | НХЛ          | 49               | 9                | 13               | 22               | 46               | —       | —       | —       | —       | —       |
| 1986–87      | «Лос-Анджелес Кінгс»            | НХЛ          | 30               | 5                | 11               | 16               | 67               | —       | —       | —       | —       | —       |
| 1986–87      | «Вашингтон Кепіталс»            | НХЛ          | 18               | 1                | 10               | 11               | 10               | 2       | 0       | 0       | 0       | 0       |
| 1987–88      | «Вашингтон Кепіталс»            | НХЛ          | 58               | 7                | 23               | 30               | 44               | 13      | 2       | 4       | 6       | 13      |
| 1988–89      | «Бостон Брюїнс»                 | НХЛ          | 78               | 8                | 21               | 29               | 80               | 9       | 0       | 1       | 1       | 33      |
| 1989–90      | «Бостон Брюїнс»                 | НХЛ          | 71               | 8                | 27               | 35               | 75               | 21      | 3       | 3       | 6       | 34      |
| 1990–91      | «Бостон Брюїнс»                 | НХЛ          | 70               | 6                | 21               | 27               | 84               | 16      | 1       | 5       | 6       | 17      |
| 1991–92      | «Бостон Брюїнс»                 | НХЛ          | 38               | 2                | 12               | 14               | 83               | —       | —       | —       | —       | —       |
| 1991–92      | «Філадельфія Флаєрс»            | НХЛ          | 39               | 3                | 15               | 18               | 34               | —       | —       | —       | —       | —       |
| 1992–93      | «Філадельфія Флаєрс»            | НХЛ          | 83               | 13               | 49               | 62               | 115              | —       | —       | —       | —       | —       |
| 1993–94      | «Філадельфія Флаєрс»            | НХЛ          | 81               | 10               | 60               | 70               | 91               | —       | —       | —       | —       | —       |
| 1994–95      | «Філадельфія Флаєрс»            | НХЛ          | 33               | 2                | 20               | 22               | 20               | —       | —       | —       | —       | —       |
| 1994–95      | «Баффало Сейбрс»                | НХЛ          | 14               | 1                | 9                | 10               | 10               | 5       | 0       | 3       | 3       | 4       |
| 1995–96      | «Баффало Сейбрс»                | НХЛ          | 78               | 10               | 44               | 54               | 81               | —       | —       | —       | —       | —       |
| 1996–97      | «Баффало Сейбрс»                | НХЛ          | 71               | 4                | 34               | 38               | 102              | 12      | 0       | 6       | 6       | 14      |
| 1997–98      | «Лос-Анджелес Кінгс»            | НХЛ          | 74               | 9                | 28               | 37               | 63               | 4       | 0       | 1       | 1       | 2       |
| 1998–99      | «Лос-Анджелес Кінгс»            | НХЛ          | 60               | 4                | 12               | 16               | 30               | —       | —       | —       | —       | —       |
| 1999–00      | «Лос-Анджелес Кінгс»            | НХЛ          | 70               | 9                | 21               | 30               | 52               | 4       | 0       | 0       | 0       | 0       |
| 2000–01      | «Нью-Йорк Айлендерс»            | НХЛ          | 56               | 6                | 14               | 20               | 59               | —       | —       | —       | —       | —       |
| Усього в НХЛ | Усього в НХЛ                    | Усього в НХЛ | 1149             | 125              | 474              | 599              | 1218             | 89      | 7       | 23      | 30      | 119     |